# Tiro com arco nos Jogos Pan-Americanos de 2023 - Composto individual feminino
A competição do composto individual feminino do tiro com arco nos Jogos Pan-Americanos de 2023 foi disputada entre 1 e 4 de novembro de 2023 no Centro de Tiro com Arco, em Peñalolén. Um total de 16 arqueiras de 10 Comitês Olímpicos Nacionais (CON) participaram do evento.

## Calendário
Horário local (UTC−3).
| Data          | Hora  | Fase                 |
| ------------- | ----- | -------------------- |
| 1 de novembro | 14:00 | Fase de ranqueamento |
| 2 de novembro | 11:35 | Oitavas de final     |
| 3 de novembro | 9:00  | Quartas de final     |
| 4 de novembro | 14:38 | Semifinais           |
| 4 de novembro | 15:34 | Disputa pelo bronze  |
| 4 de novembro | 15:48 | Final                |

## Medalhistas
| Ouro   | MEX Dafne Quintero     |
| Prata  | USA Alexis Ruiz        |
| Bronze | COL Alejandra Usquiano |

## Resultados

### Fase de ranqueamento
| Pos. | Arqueira           | CON                                 | 10s | Xs | Total |
| ---- | ------------------ | ----------------------------------- | --- | -- | ----- |
| 1    | Sara López         | COL Colômbia                        | 63  | 26 | 710   |
| 2    | Alexis Ruiz        | USA Estados Unidos                  | 59  | 27 | 705   |
| 3    | Alejandra Usquiano | COL Colômbia                        | 55  | 27 | 701   |
| 4    | Olivia Dean        | USA Estados Unidos                  | 52  | 27 | 699   |
| 5    | Dafne Quintero     | MEX México                          | 51  | 18 | 699   |
| 6    | Andrea Becerra     | MEX México                          | 47  | 26 | 694   |
| 7    | Paola Ramírez      | PUR Porto Rico                      | 45  | 14 | 691   |
| 8    | Larissa Oliveira   | BRA Brasil                          | 43  | 15 | 689   |
| 9    | Paola Corado       | ESA El Salvador                     | 40  | 18 | 687   |
| 10   | Eiry Nisi          | BRA Brasil                          | 43  | 17 | 686   |
| 11   | Sofía Paiz         | ESA El Salvador                     | 41  | 18 | 685   |
| 12   | Ana Hernández      | MEX México                          | 40  | 20 | 683   |
| 13   | María José Zebadúa | EAI Equipe de Atletas Independentes | 34  | 10 | 676   |
| 14   | Blanca Rodrigo     | ECU Equador                         | 36  | 17 | 671   |
| 15   | Beatriz Aliaga     | PER Peru                            | 30  | 8  | 671   |
| 16   | Mariana Zúñiga     | CHI Chile                           | 28  | 11 | 664   |

### Fase eliminatória
A primeira eliminatória foi realizada em 2 de novembro, com as quartas de final em 3 de novembro. As semifinais e a definição das medalhistas ocorreram em 4 de novembro de 2023.
| Oitavas de final | Oitavas de final | Oitavas de final |  |  | Quartas de final | Quartas de final | Quartas de final |  |  | Semifinais | Semifinais     | Semifinais |  |                | Final          | Final          | Final |
|                  |                  |                  |  |  |                  |                  |                  |  |  |            |                |            |  |                |                |                |       |
| 1                | COL S López      | 147              |  |  |                  |                  |                  |  |  |            |                |            |  |                |                |                |       |
| 16               | CHI M Zúñiga     | 142              |  |  | 1                | COL S López      | 148              |  |  |            |                |            |  |                |                |                |       |
| 9                | ESA P Corado     | 14610            |  |  | 9                | ESA P Corado     | 141              |  |  |            |                |            |  |                |                |                |       |
| 8                | BRA L Oliveira   | 1469             |  |  |                  |                  |                  |  |  | 1          | COL S López    | 146        |  |                |                |                |       |
| 5                | MEX D Quintero   | 147              |  |  |                  |                  |                  |  |  | 2          | MEX D Quintero | 149        |  |                |                |                |       |
| 12               | MEX A Hernández  | 145              |  |  | 5                | MEX D Quintero   | 145              |  |  |            |                |            |  |                |                |                |       |
| 13               | EAI MJ Zebadúa   | 143              |  |  | 4                | USA O Dean       | 142              |  |  |            |                |            |  |                |                |                |       |
| 4                | USA O Dean       | 145              |  |  |                  |                  |                  |  |  |            |                |            |  |                | 5              | MEX D Quintero | 147   |
| 3                | COL A Usquiano   | 143              |  |  |                  |                  |                  |  |  |            |                |            |  |                | 2              | USA A Ruiz     | 145   |
| 14               | ECU B Rodrigo    | 138              |  |  | 3                | COL A Usquiano   | 146              |  |  |            |                |            |  |                |                |                |       |
| 11               | ESA S Paiz       | 142              |  |  | 6                | MEX A Becerra    | 144              |  |  |            |                |            |  |                |                |                |       |
| 6                | MEX A Becerra    | 145              |  |  |                  |                  |                  |  |  | 3          | COL A Usquiano | 144        |  |                |                |                |       |
| 7                | PUR P Ramírez    | 146              |  |  |                  |                  |                  |  |  | 2          | USA A Ruiz     | 145        |  |                |                |                |       |
| 10               | BRA E Nisi       | 129              |  |  | 7                | PUR P Ramírez    | 147              |  |  |            |                |            |  | Terceiro lugar | Terceiro lugar | Terceiro lugar |       |
| 15               | PER B Aliaga     | 141              |  |  | 2                | USA A Ruiz       | 148              |  |  |            |                |            |  |                | 1              | COL S López    | 142   |
| 2                | USA A Ruiz       | 149              |  |  |                  |                  |                  |  |  |            |                |            |  |                | 3              | COL A Usquiano | 143   |